# Quantum Corporation
Quantum Corporation es un fabricante de unidades de cinta magnética, con sede en San José, California. Desde su fundación en 1980 hasta el 2000, fue también fabricante de discos duros (generalmente segundo en lo que respecta a cuota de mercado, detrás de Seagate), en Milpitas, California.
Comenzó cuando ejecutivos y diseñadores de Shugart Associates, IBM y Memorex propusieron una idea para un disco duro de 8 pulgadas con un buen rendimiento, sin el costo de complejidad de uso de un sistema de servo cerrado con dificultad para tareas, antes del advenimiento del servo con circuito integrado dedicado y fácilmente disponible.

## Primeros Productos
Los primeros productos de Quantum eran muy populares; según uno de los documentos históricos de la compañía, antes de 1982 tenía un 25% del mercado. Diseñó versiones más pequeñas de discos duros compatibles con el ST-506, la serie Q500, usando el mismo sistema de servo. También introdujo (por medio de su división Plus Development) el producto por el cual sería conocida por la mayoría de la gente el Plus HardCard en 1985. El HardCard era esencialmente una versión más pequeña del Q500, diseñado para caber en una ranura ISA, con una tarjeta controladora embebida en el mismo marco del disco. 
El producto se vendía muy bien, e inspiró a muchas otras compañías a colocar el disco duro en una tarjeta de formato ISA, al principio esto no era tan deseable como la solución de Quantum, puesto que la mayoría de los discos duros de 3.5 pulgadas a finales de los '80 eran modelos de la mitad de altura (1.6 pulgadas/40.6 milímetros) y no cabían así en una simple ranura ISA. El HardCard fue introducido en modelos de 10 MB y 20 MB, y de 40 MB en 1987, la línea finalizó con el modelo HardCard II XL de 52 y 105 MB ( basado en el ProDrive LPS 52/105) en 1990. No mucho después, decide ingresar en el mercado de los nuevos SCSI. El primer disco, diseñado especialmente para SCSI fue el Q280 de 80 MB, el cual se actualizó en 1986 y con un promedio de búsqueda de 30 milisegundos ( lo cual era bastante bueno para su época). 
El Q280 de Quantum era uno de los primeros discos del mercado ( al mismo tiempo con los productos de Conner Peripherals) que usaron servo. Más adelante combinó el diseño del controlador embebido del Q280, con el hardware del servo de la serie Q500, y desarrolló el rango ProDrive, el cual fue la primera familia de discos que soportó la interfaz Integrated Drive Electronics ATA.

## Tecnología "Glass Scale"
Cuando la compañía comenzó, los discos para el segmento bajo del mercado generalmente usaban un motor paso a paso, provenientes de la tecnología de las unidades de disquete. Los "paso a paso" funcionaban pero era lentos, ruidosos, y propensos a problemas debido a los cambios de temperatura. La idea de los fundadores era combinar las medidas predefinidas de un motor paso a paso, y la exactitud de un servomotor. Su solución era utilizar un sistema de posicionamiento óptico para guiar el brazo actuador en los desplazamientos grandes y utilizar sólo el servo para alinear con precisión los cabezales en una pista determinada.  
Quantum se refiere a esta parte en su documentación como una escala de cristal (glass scale), y se adjunta al brazo actuador. La escala es un pequeño, ligero y muy delgado trozo de vidrio en cuya superficie había una serie de líneas estrechas de cromo niquelado separadas por zonas de la misma anchura de vidrio claro. El ancho de las líneas coincide con el de las pistas del disco. Inmediatamente debajo de la escala hay una retícula de vidrio, bajo la que se ponen cuatro fotodetectores. La retícula tiene cuatro aperturas, una encima de cada celda de la serie de detectores, y cada apertura se rodeaba con un patrón de líneas que coincidan con los de la escala. La relación de fase entre las líneas en cada una de las cuatro ventanas (en relación con la escala) es de 0, 90, 180 y 270 grados. Esto permite la detección por cuadratura de la exacta posición de la pista y direccionar el movimiento de la cabeza. Este sistema óptico es iluminado por un LED infrarrojo sobre la cabeza lectograbadora que envía la luz a través de la escala y la retícula a los cuatro fotodetectores. Durante una búsqueda, el sistema sólo necesita contar el número de cruces de pista vistos por la matriz de detectores para saber cuando se estaba aproximando a la pista deseada.
Esto simplificó el hardware, ya que sólo requiere un microcontrolador de 8 bits  para manejar todo el sistema servo. Los discos Q2000 (de 40 megabytes) y Q4000 (de 80 MB) fueron los primeros en usar esta tecnología. Más tarde, al reducirse el ancho de la pista, la difracción se convierte en un problema, y se toma la decisión de abandonar el sistema en favor de los servos completamente magnéticos. Los últimos discos en usar un sistema óptico asistido fueron los modelos ProDrive LPS 120 y 240 "Gemini", lanzados en 1991.

## Outsourcing
Debido a la demanda de discos, se decide subcontratar la fabricación, a diferencia de la mayoría de sus competidores, que decidieron una integración vertical y abrieron plantas propias en Singapur, Irlanda, Malasia y Hong Kong. En 1994, firma un acuerdo con Matsushita para producir discos y HardCard en la planta de Matsushita Kotobuki Electronics (MKE) en Ipponmatsu, Japón. A finales de los 90, todos los productos de discos, eran producido en las plantas de Matsushita.

## Transformaciones

### Adquisición de la división de almacenamiento de DEC
En 1994, Quantum compra la división de almacenamiento de Digital Equipment Corporation por 348 millones de dólares.: Esto da acceso a Quantum a la tecnología para cintas DLT, así como a los expertos de DEC en discos SCSI de Shrewsbury, Massachusetts. La marca StorageWorks de arreglos de discos no fue incluida en el trato. 
Dentro de las tareas originales del grupo de diseñadores de DEC en Shrewsbury, estaba el de desarrollo de productos de almacenamiento para los sistemas de las computadoras de DEC, y eran conocidos como el grupo LEDS (del inglés Low End Disk Systems). Diseñaron los discos duros desde los 70, pero su primer producto disponible fue lanzado al público en 1993.
Este producto fue el RZ72, disco SCSI, de 2 GB y 5,25 pulgadas. La tecnología desarrollada por el grupo de Shrewsbury, también fue usada por el grupo de DEC que hicieron las DLT. Después de la adquisición, Quantum encomienda al equipo de diseño de Shrewsbury el desarrollo de la serie Atlas de discos SCSI de alto rendimiento de 10K (y por último uno de 15K). El equipo de diseño de Milpitas de Quantum, dirigió el foco al segmento de alto valor del mercado de discos, con los diseños del Viking, del Phoenix y del Katana.
Debido a los miedos al problema del año 2000, y la importancia en salvaguardar los datos, los productos DLT tuvieron un gran incremento en las ventas a fines de los 90. Como resultado, se dividió la compañía en dos, una para los productos DLT y otra para los discos duros.

### Venta de la división de Discos Duros

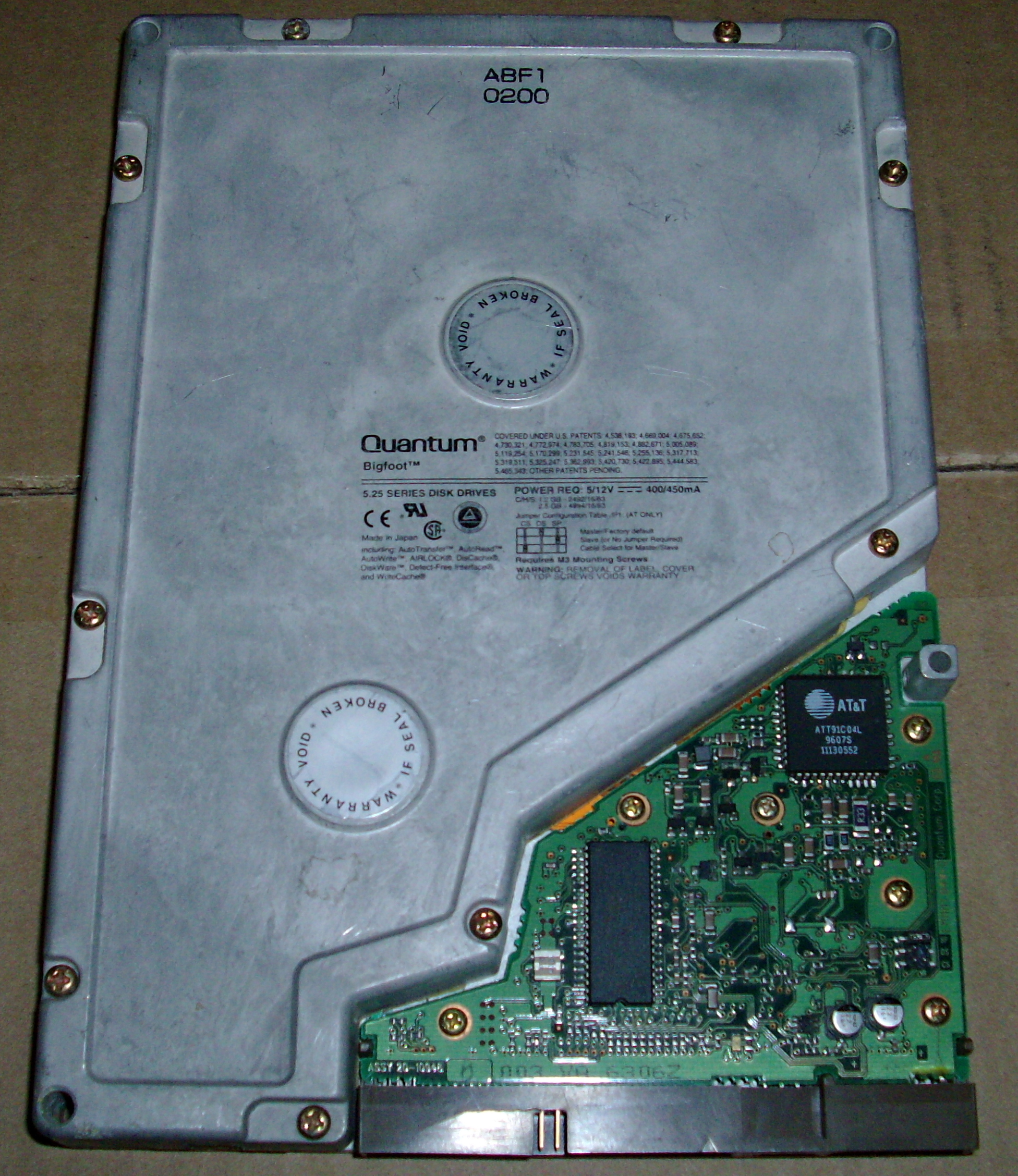
Un Quantum Bigfoot

Quantum comete algunos errores en la década de 1990. Tras alcanzar su cumbre con los discos Fireball AT 1080 y Fireball AT 1280 (ambos unidades de alto rendimiento a 5400 rpm), se desliza a las unidades que concentran más en la capacidad que en el rendimiento o la velocidad. Los Quantum Bigfoot son los productos mejor conocidos de esta época; utilizan un factor de forma de 5,25 pulgadas y platos mayores para incrementar la capacidad del disco sin forzar un incremento en la densidad de almacenamiento. Sin embargo, los Bigfoot son unidades de lenta rotación (los primeros funcionan a sólo 3600 rpm, una velocidad obsoleta por entonces), y el mayor diámetro de los platos causan que las cabezas deban hacer mayores desplazamientos en las búsquedas. Esto no gusta a los usuarios avanzados, pero encuentra su mercado en los ordenadores de gama baja.  
Quantum también aplica el nombre "Fireball" (que estaba antes reservado a  los modelos de gama alta 1080 y 1280) a una nueva gama "TM" que presenta mejor rendimiento pero es más lenta en las búsquedas debido a su velocidad de 4500 rpm. Versiones posteriores de la serie Fireball invierten la tendencia, y finalmente se lanza un modelo Fireball Plus ATA a 7200 rpm, uno de los primeros orientados al mercado de consumo en incorporar las 7200 rpm. La primera de las series Plus fue la Fireball Plus KA, con discos disponibles en tamaños de hasta 18,2 gigabytes, y equipados con la nueva interfaz Ultra DMA 66. 
En el 2000, el mercado de discos duros se está reduciendo. Can las ventas de ordenadores personales, los discos de consumo tienen márgenes de filo de navaja que dan sólo para cubrir gastos, varios fabricantes (el caso más notable, Western Digital) están en problemas. Quantum decide el 12 de octubre de 2000 vender su división de discos duros a Maxtor por 2,3 millardos de dólares mediante un intercambio de acciones que la convierte en el segundo mayor accionista tras Hyundai Electronics America, que posee por entonces el 35% de Maxtor y da el visto bueno a la operación. Maxtor continúa con muchas de las marcas y modelos de Quantum hasta que es comprada por Seagate el 21 de diciembre de 2005. Quantum continúa con su línea de discos duros SCSI para servidores y dispositivos de almacenamiento y backup.
Quantum compra Meridian Data, creadora de la línea Snap Server de productos NAS en 1999. Esta división se separa en 2002 como Snap Appliance y es posteriormente adquirida por Adaptec en 2004.

### Adquisiciones de Tecnología de Cintas
Un par de años antes del 2000 y de la disminución en las ventas de la división de discos duros, Quantum comienza con una serie de adquisiciones de la tecnología para cintas:
- 1998 - ATL Products, fabricante de bibliotecas de cintas automatizadas.
- 2001 - M4 Data (Holdings) Ltd., fabricante de bibliotecas de cintas.
- 2002 - Benchmark Storage Innovations, el cual fabricaba la línea de productos VStape licenciada bajo Quantum.
- 2005 - Forma parte del negocio de cintas con Seagate Technology, convirtiéndose en miembro del consorcio LTO.
- 2006 - Advanced Digital Information Corporation (ADIC), en el entorno de 770 millones USD.

En el 2007, Quantum es el líder en fabricación de unidades de cintas y de bibliotecas de cintas.

## Competidores
- Fujitsu
- Hitachi GST
- Maxtor (actualmente parte de Seagate)
- Samsung
- Western Digital
- Seagate
- Toshiba